# Хоэнштайн (Вюртемберг)
Хоэнштайн (нем. Hohenstein) — община в Германии, в земле Баден-Вюртемберг.
Подчиняется административному округу Тюбинген. Входит в состав района Ройтлинген. Население составляет 3740 человек (на 31 декабря 2010 года). Занимает площадь 61,68 км².
Коммуна подразделяется на 5 сельских округов.